# Ivan Iusco
Ivan Iusco (Bari, 4 settembre 1970) è un compositore, produttore discografico, regista italiano noto anche per le molte colonne sonore per film e documentari.

## Biografia

### '80/'90: Nightmare Lodge e la Minus Habens Records
Ivan Iusco inizia la sua carriera di musicista nella scena dark wave fondando nel giugno del 1987 la band Nightmare Lodge. Alcuni mesi dopo realizza il primo demo dal titolo Big Mother In The Strain in collaborazione con il cantante B. Mazzilli e il bassista G. Mantelli. Negli anni seguenti il gruppo vedrà alcuni cambi di formazione fino a diventare un duo composto da Ivan Iusco e Russolo.
Nel 1989 i Nightmare Lodge pubblicano il primo split album con il duo romano Lyke Wake.
Con i Nightmare Lodge, Ivan Iusco pubblicherà diversi album, in gran parte editi da Minus Habens Records, ma anche con etichette come la Ant-Zen, la Red Stream Inc o la SmallVoices.
Nel dicembre del 1987 Ivan Iusco fonda l'etichetta discografica Minus Habens Records, con la quale dà il via alla pubblicazione su cassetta ed LP di molti artisti della scena industrial e power electronics italiana ed estera. Fra questi Sigillum S, DsorDNE, F:A.R., The Grey Wolves, Big City Orchestra, Master/Slave Relationship, Muslimgauze, Deca, Capricorni Pneumatici, Tam Quam Tabula Rasa, M.T.T. Mauro Teho Teardo, Nurse With Wound, Ramleh, Pankow, Dive, Clock DVA e tantissimi altri.

### Il Cinema e le Colonne sonore
Come compositore di colonne sonore per il cinema, la televisione, la pubblicità e la videoarte, inizia la sua carriera alla fine degli anni novanta. Fin dal suo esordio in ambito cinematografico si è distinto a livello internazionale aggiudicandosi il premio "miglior colonna sonora" al Festival del Cinema di Valencia (Spagna) Mostra de València nel 2000 per le musiche del film culto pugliese LaCapaGira di Alessandro Piva. Successivamente per lo stesso regista ha composto le musiche del film Mio cognato ricevendo la candidatura Nastro d'argento alla migliore colonna sonora nel 2004.
Ivan Iusco ha collaborato frequentemente con il regista Sergio Rubini componendo il tema del film L'Anima Gemella, la colonna sonora de L'amore ritorna e le musiche addizionali di Colpo d'occhio affiancando quelle del M° Pino Donaggio. Nel 2007 ha scritto le musiche del film campione di incassi Ho voglia di te del regista spagnolo Luis Prieto.
Nel 1987 ha fondato l'etichetta discografica Minus Habens Records di cui è tuttora direttore artistico.

## Filmografia

### Cinema
- LaCapaGira, regia di Alessandro Piva (1999)
- Giorni, regia di Laura Muscardin (2001)
- Mio cognato, regia di Alessandro Piva (2003)
- Bell'Epoker, regia di Nico Cirasola (2004)
- L'amore ritorna, regia di Sergio Rubini (2004)
- Zeleny Muz, regia di Jack Wareing - cortometraggio (2006)
- Ho voglia di te, regia di Luis Prieto (2007)
- Colpo d'occhio, regia di Sergio Rubini (2008)
- Feisbum - Il film, regia collettiva (2009)
- 6 sull'autobus, regia collettiva (2012)
- Clown and Girl, regia di Jack Wareing - cortometraggio (2016)
- Da che parte stai, regia di Mario Bucci, Pierluigi Ferrandini e Lopez Francesco (2016)
- Emoticon, regia di Antonio Palumbo - cortometraggio (2017)
- Nicola: Cozze, Kebab & Coca Cola, regia di Antonio Palumbo e Giovanni Bufalini - docu-film (2021)
- Tomato Soup in Skid Row, regia di Alexo Wandael (2021)

### Televisione
- La favola inventata, regia di David Grieco - docu-film TV (2005)
- Checosamanca, regia collettiva - documentario TV (2006)
- Non cresce l'erba - docu-miniserie TV (2012)
- Transatlantico REX - Nave n° 296, regia di Maurizio Sciarra - documentario TV (2018)
- Head on Fire, regia di Gavin Hignight e Joseph Rubinstein - video TV (2019)

### Regia
- The Synth - cortometraggio (2010)
- My Friend - videoclip (2012)
- Offline - cortometraggio (2013)

## Premi e Candidature
- Premio "Outstanding Achievement Award (Original Song)" - IndieX Fest (Los Angeles) - per il brano “The Other Side” 2021
- Nomination Miglior Brano Strumentale “American Songwriting Awards” per il brano “Mobilis In Mobili” - tratto dall'album “Transients” 2016
- Award of Merit - Los Angeles Cinema Festival of Hollywood per il cortometraggio "The Synth" 2011
- Premio Ombre Sonore del Mediterraneo - Teca del Mediterraneo / Consiglio Regionale Della Puglia 2009
- Candidatura Diamanti al Cinema - Mostra del cinema di Venezia - per la colonna sonora del film “Ho Voglia Di Te” 2007
- Premio M.E.I. Meeting Etichette Indipendenti per l'attività svolta in ambito cinematografico 2006
- Riconoscimento Speciale al Festival di Ragusa per la composizione di colonne sonore 2004
- Nomination ai Nastro d'argento alla migliore colonna sonora per il film “Mio Cognato” 2004
- Premio Miglior Colonna Sonora al Valencia film festival (Spagna) per il film “Lacapagira” 2000

## Discografia

### Ivan Iusco
- Synthagma - Minus Habens Records 2020
- Transients - Minus Habens Records 2015
- Water - Minus Habens Records 2012
- Ho voglia di te (film) - EMI 2007
- L'amore ritorna - Warner Music Italy 2004
- Mio cognato - Minus Habens Records/EMI Music Publishing Italia 2003
- LaCapaGira - Virgin Records 2000

#### Compilation
- L'Album Di Colonne Sonore Più Bello del Mondo - Virgin 2001

con: Ennio Morricone, Brian Eno, Nicola Piovani, Andrea Guerra, Ivan Iusco, Carmen Consoli, Paolo Buonvino, Eugenio Bennato.
- Millennium Manifesto - Genova Film Festival/Minus Habens Records 2004

con: Giuliano Taviani, Ivan Iusco, Paolo Fresu, Banda Osiris, Paolo Buonvino, Pivio e Aldo De Scalzi, Giovanni Venosta.
- Movie Themes Collection - Warner Music Italy 2005

con: Ennio Morricone, Pino Donaggio, Pivio e Aldo De Scalzi, Ivan Iusco, Franco Piersanti, Andrea Guerra, Ezio Bosso, Carlo Siliotto.

### Nightmare Lodge
- 2003 - Nexus (7", SmallVoices)
- 2000 - Tentacled (CD, Red Stream Inc)
- 1999 - Syrena – Original Motion Picture Soundtrack (split CD con Paolo Bigazzi, Minus Habens Records)
- 1998 - Blind Miniatures (CD, Red Stream Inc)
- 1997 - Nosferatu! (7", Ant-Zen)
- 1997 - The Enemy Within (CD, Minus Habens Records)
- 1995 - Luminescence (CD, Minus Habens Records)
- 1994 - Negative Planet (CD, Minus Habens Records)
- 1991 - Ice Skin / The Gospel According To The Men In Black (split LP con i Blackhouse, Minus Habens Records)
- 1991 - Asylum (Cassetta, Minus Habens Records)
- 1989 - The Oneiric Transgression / Noise And Dream (split con i Lyke Wake -Lp- Minus Habens Records)

### It
- 2003 - Displaced (7", SmallVoices)
- 1998 - Concubia Nocte - Drop 7.1 - including remix by Richard H. Kirk/Cabaret Voltaire (CD, Materiali Sonori)
- 1997 - Era Vulgaris Ncoded - Drop 6.3 - including remixes by Attrition, Brian Lustmord, Dive, Lassigue Bendthaus, Astral Body, Monomorph, Nebula, Red Sector A (CD, Materiali Sonori)
- 1997 - Era Vulgaris Ncoded - Drop 6.3 - including remixes by Attrition, Brian Lustmord, The Black Dog, Dive, Lassigue Bendthaus, Astral Body, Monomorph, Nebula, Red Sector A (Vinyl Picture Disc, Disturbance, a division of Minus Habens Records)
- 1996 - Era Vulgaris (CD, Disturbance, a division of Minus Habens Records)
- 1993 - Virtual Energy (12", Disturbance, a division of Minus Habens Records)

### Dive
- 2017 - Underneath (CD, Out Of Line)
- 1999 - True Lies (CD, Daft/Cop International)
- 1997 - Snakedressed (CD, Daft/COP International)
- 1993 - Concrete Jungle (CD, Minus Habens Records)

## Editoria
- Nel 1992 ha pubblicato "Virtual Reality Handbook", la prima guida italiana alla Realtà Virtuale con un cd allegato contenente sue musiche originali ed un brano inedito dei Clock DVA.
- Dal 1993 al 1998 ha diretto con Alessandro Ludovico la rivista italiana Neural dedicata a musiche di confine e new media art.